# سالي فيبس
سالي فيبس (بالإنجليزية: Sally Phipps)‏ هي ممثلة أمريكية، ولدت في 25 مايو 1911 في أوكلاند في الولايات المتحدة، وتوفيت في 17 مارس 1978 في بروكلين في الولايات المتحدة بسبب مرض.

## وصلات خارجية
- سالي فيبس على موقع IMDb (الإنجليزية)
- سالي فيبس على موقع قاعدة بيانات برودواي على الإنترنت (الإنجليزية)
- سالي فيبس على موقع قاعدة بيانات الفيلم (الإنجليزية)